# V1bes
"V1bes"— es el segundo mixtape del cantante y actor estadounidense Leon Thomas III, fue publicado el 1 de enero de 2014 por el sello de Rostrum Records.  Musicalmente V1bes es un mixtape Pop y R&B.

## Antecedentes
Thomas lanzó un mixtape de seguimiento denominado V1bes el 1 de enero de 2014 a la medianoche a través de DatPiff.  Cuenta con remixes de la canción "Bonita Applebum" por A Tribe Called Quest y Wu-Tang Forever por el rapero Drake. La canción "Chill" contiene muestras de la película de 1989 De Spike Lee Do The Right Thing.

## Lista de canciones
| N.º   | Título                        | Escritor(es)          | Producer(s)          | Duración |  |
| 1.    | «Can't Tell»                  |                       | Flume                | 3:28     |  |
| 2.    | «Rivers»                      |                       |                      | 3:54     |  |
| 3.    | «Pain 2X»                     |                       |                      | 2:54     |  |
| 4.    | «Bonita»                      |                       | A Tribe Called Quest | 3:27     |  |
| 5.    | «Chill»                       | Leon Thomas Spike Lee | XXYYXX               | 3:04     |  |
| 6.    | «Wu Tang» (ft. Karina Pasian) |                       | Noah "40" Shebib     | 1:21     |  |
| 7.    | «You And Me» (ft. Vali)       |                       |                      | 4:42     |  |
| 8.    | «Aquarius»                    |                       |                      | 2:09     |  |
| 24:59 |                               |                       |                      |          |  |